# Os Cerdeiros (Río)
Os Cerdeiros es una aldea situada en la parroquia de Cabanas, del municipio español de Río, en la provincia de Orense, Galicia.

## Demografía
| Gráfica de evolución demográfica de Os Cerdeiros entre 2000 y 2023 |
|                                                                    |
| Datos según el nomenclátor publicado por el INE.                   |